# Polkville (Mississippi)
Pour les articles homonymes, voir Polkville.
Polkville est un village américain situé dans le comté de Smith, dans le Mississippi. Selon le recensement de 2020, sa population est de 588 habitants.